# 그레이엄 보넷
그레이엄 보넷(Graham Bonnet, 1947년 12월 23일 ~ )은 영국의 록 가수 겸 작곡가다. 그는 솔로 가수로서 그리고 레인보우, 마이클 쉥커 그룹, 알카트라즈, 임펠리테리를 포함한 여러 하드 록과 헤비 메탈 밴드의 멤버로서 녹음과 공연을 했다. 보넷의 스타일은 《마이애미 바이스의 두 형사》의 돈 존슨과 제임스 딘의 크로스로 묘사된다. 그는 또한 파워풀한 가창력으로도 유명하지만 부드러운 멜로디도 부를 수 있다. 그의 노래는 동년배들과 자신 모두에게 '아주 큰소리'로 주목받았으며, 그는 '수업을 위한 규율 없음'을 가진 독학가수를 자처하고 있다.